# Olivos Borrachos
Olivos Borrachos es un barrio tradicional de Córdoba (España) formado por unos 3.000 vecinos y ocho calles, situado al oeste de la ciudad en una estrecha franja entre las vías del ferrocarril y la avenida Periodista Quesada Chacón que parte el barrio en dos.
Los terrenos donde se levanta este barrio, actualmente con casi todas sus viviendas recién convertidas en adosados de relativa belleza arquitectónica en calles muy estrechas, fueron un olivar propiedad del Duque de Rivas hasta 1850. Hacia 1920 se parcelan estas tierras, en las que comienzan a asentarse ferroviarios mayormente. Al principio se construyen casitas de barro y paja o carbonilla prensada. Al final de los años 1920 la población supera las 15.000 personas. Además de los trabajadores de Renfe se asientan en el barrio los de "La Letro" (Sociedad Española de Construcciones Electromecánicas) y los de CENEMESA. Se tiene constancia de que al menos desde el año 1931 se le denomina como barriada de los Olivos Borrachos.
Entre los años 1962-67 se construye la carretera que rompe para siempre el barrio, quedando una parte del mismo en la zona llamada Huerta de la Marquesa
Debido a su proximidad a la estación de Cercadilla, los Olivos Borrachos tuvo mucha fama en la época del estraperlo. Cuando los trenes hacían maniobras y pasaban junto a las casas que están muy cerca de las vías había gente que se subía a los vagones para sustraer la carbonilla, que era muy útil en las cocinas en aquellos años de posguerra.